# Elli Jansson
Elli Jenny Margareta Jansson, född den 19 september 1927 i Tammerfors, död den 21 mars 2020 i samma ort, var en finländsk läkare.
Jansson blev medicine och kirurgie doktor 1960 och var professor i mikrobiologi och immunologi vid Tammerfors universitet 1974–92. Hon lanserade, tillsammans med Odd Wager, laboratorieprovet CRP (C-reaktivt protein) och har även bedrivit forskning om mikroorganismer som orsakar reumatism.